# Aachener Turn- und Sportverein Alemannia 1900 1982-1983
Questa voce raccoglie le informazioni riguardanti l'Aachener Turn- und Sportverein Alemannia 1900 nelle competizioni ufficiali della stagione 1982-1983.

## Stagione
Nella stagione 1982-1983 l'Alemannia, allenato da Horst Buhtz, Slobodan Čendić e Erhard Ahmann, concluse il campionato di 2. Bundesliga al 9º posto. In Coppa di Germania l'Alemannia fu eliminato al primo turno dal Wormatia Worms.

## Rosa
| N. |                     | Ruolo | Calciatore        |
| -- | ------------------- | ----- | ----------------- |
|    | Germania (bandiera) | P     | Wolfgang Dramsch  |
|    | Germania (bandiera) | P     | Johannes Kau      |
|    | Germania (bandiera) | P     | Jupp Koitka       |
|    | Germania (bandiera) | D     | Norbert Dörmann   |
|    | Germania (bandiera) | D     | Friedhelm Frenken |
|    | Germania (bandiera) | D     | Dietmar Grabotin  |
|    | Germania (bandiera) | D     | Rolf Grünther     |
|    | Germania (bandiera) | D     | Manfred Jansen    |
|    | Spagna (bandiera)   | D     | Jo Montanes       |
|    | Germania (bandiera) | D     | Thomas Krisp      |
|    | Germania (bandiera) | D     | Werner Malischke  |
|    | Germania (bandiera) | D     | Holger Neumann    |
|    | Germania (bandiera) | D     | Jost Nobis        |

| N. |                     | Ruolo | Calciatore          |
| -- | ------------------- | ----- | ------------------- |
|    | Germania (bandiera) | D     | Bernhard Olck       |
|    | Germania (bandiera) | C     | Helmut Balke        |
|    | Germania (bandiera) | C     | Werner Bertrams     |
|    | Germania (bandiera) | C     | Norbert Buschlinger |
|    | Germania (bandiera) | C     | Frank Elser         |
|    | Germania (bandiera) | C     | Harald Kügler       |
|    | Germania (bandiera) | C     | Dietmar Poqué       |
|    | Germania (bandiera) | C     | Helmut Schütt       |
|    | Galles (bandiera)   | C     | Wayne Thomas        |
|    | Germania (bandiera) | A     | Pierre Dickert      |
|    | Germania (bandiera) | A     | Karl-Heinz Mödrath  |
|    | Germania (bandiera) | A     | Helmut Rombach      |
|    | Germania (bandiera) | A     | Arno Wolf           |

## Organigramma societario
Area tecnica
- Allenatore: Erhard Ahmann
- Allenatore in seconda: Willi Haag
- Preparatore dei portieri:
- Preparatori atletici:

## Calciomercato

### Sessione estiva
| Acquisti | Acquisti           | Acquisti            | Acquisti |
| R.       | Nome               | da                  | Modalità |
| -------- | ------------------ | ------------------- | -------- |
| A        | Pierre Dickert     | Hertha Berlino      |          |
| D        | Friedhelm Frenken  | Borussia M'gladbach |          |
| P        | Jupp Koitka        | Amburgo             |          |
| A        | Karl-Heinz Mödrath | Fortuna Colonia     |          |
| A        | Helmut Rombach     | TuS Langerwehe      |          |

| Cessioni | Cessioni           | Cessioni        | Cessioni |
| R.       | Nome               | a               | Modalità |
| -------- | ------------------ | --------------- | -------- |
| A        | Ralf Augustin      | Fortuna Sittard |          |
| C        | Hubert Clute-Simon | Schalke 04      |          |
| C        | Helmut Frantzen    | Bocholt         |          |
| A        | Heinz-Josef Kehr   | Rot-Weiss Essen |          |
| A        | Norbert Runge      | RW Oberhausen   |          |
| D        | Mathias Schipper   | Schalke 04      |          |

### Sessione invernale
| Acquisti | Acquisti      | Acquisti   | Acquisti |
| R.       | Nome          | da         | Modalità |
| -------- | ------------- | ---------- | -------- |
| C        | Harald Kügler | Schalke 04 |          |

| Cessioni | Cessioni | Cessioni | Cessioni |
| R.       | Nome     | a        | Modalità |
| -------- | -------- | -------- | -------- |

## Risultati

### 2. Bundesliga

#### Girone di andata
| Aquisgrana 7 agosto 1982, ore 15:00 CEST 1ª giornata | Alemannia Aquisgrana | 0 – 0 referto | Darmstadt | Stadio Tivoli (10 500 spett.)\| Arbitro: \| Werner \| |
| Arbitro:                                             | Werner               |               |           |                                                       |

| Arbitro: | Zimmermann |

|            |           |                        |
| Kunkel 77’ | Marcatori | 40’ Rombach 72’ Thomas |

| Arbitro: | Zimmermann |

|                                               |           |            |
| Dörmann 4’ Thomas 54’ (rig.) Elser 79’ (rig.) | Marcatori | 52’ Schaub |

| Arbitro: | Glaw |

|  |           |             |
|  | Marcatori | 39’ Rombach |

| Aquisgrana 1º settembre 1982, ore 19:30 CEST 5ª giornata | Alemannia Aquisgrana | 0 – 0 referto | Duisburg | Stadio Tivoli (12 000 spett.)\| Arbitro: \| Neuner \| |
| Arbitro:                                                 | Neuner               |               |          |                                                       |

| Arbitro: | Huster |

|             |           |                             |
| Lehmann 76’ | Marcatori | 27’ Buschlinger 42’ Dickert |

| Arbitro: | Horeis |

|                              |           |          |
| Rombach 26’ Dickert 45’, 87’ | Marcatori | 38’ Hein |

| Arbitro: | Waltert |

|                              |           |  |
| Lenz 13’, 49’ Zimmermann 27’ | Marcatori |  |

| Arbitro: | Michel |

|             |           |  |
| Dörmann 17’ | Marcatori |  |

| Arbitro: | Fleischer |

|                     |           |  |
| Krause 47’ Bein 51’ | Marcatori |  |

| Arbitro: | Bruch |

|                                                    |           |             |
| Mödrath 4’ Jansen 51’ Dörmann 66’, 69’ Rombach 83’ | Marcatori | 65’ Álvarez |

| Arbitro: | Engel |

|                      |           |             |
| Vollath 69’ Wurm 85’ | Marcatori | 28’ Mödrath |

| Arbitro: | Klauser |

|                              |           |  |
| Rombach 15’ Mödrath 78’, 86’ | Marcatori |  |

| Arbitro: | Tritschler |

|                                    |           |            |
| Szech 2’ Raschid 51’ Loontiens 65’ | Marcatori | 61’ Thomas |

| Arbitro: | Bruch |

|                                               |           |           |
| Binder 24’ Piller 45’ (rig.) Löw 58’ Benz 67’ | Marcatori | 36’ Elser |

| Arbitro: | Meijerink |

|             |           |  |
| Mödrath 52’ | Marcatori |  |

| Colonia 27 novembre 1982, ore 15:00 CET 17ª giornata | Fortuna Colonia | 0 – 0 referto | Alemannia Aquisgrana | Südstadion (4 500 spett.)\| Arbitro: \| Roth \| |
| Arbitro:                                             | Roth            |               |                      |                                                 |

| Arbitro: | Uhlig |

|            |           |            |
| Thomas 16’ | Marcatori | 76’ Traser |

| Arbitro: | Barnick |

|                                    |           |                             |
| Hayduk 13’ Hartmann 16’ Scholz 81’ | Marcatori | 33’ Thomas 55’, 84’ Dickert |

#### Girone di ritorno
| Arbitro: | Brehm |

|                 |           |          |
| Mattern 5’, 18’ | Marcatori | 79’ Wolf |

| Arbitro: | Föckler |

|             |           |                      |
| Dickert 33’ | Marcatori | 64’ Zimmer 73’ Drews |

| Arbitro: | Dilg |

|                              |           |                        |
| Weber 46’ Metzler 81’ (rig.) | Marcatori | 41’ Dickert 63’ Thomas |

| Aquisgrana 12 febbraio 1983, ore 15:00 CET 23ª giornata | Alemannia Aquisgrana | 0 – 0 referto | Rot-Weiss Essen | Stadio Tivoli (3 500 spett.)\| Arbitro: \| Engel \| |
| Arbitro:                                                | Engel                |               |                 |                                                     |

| Arbitro: | Fleischer |

|              |           |              |
| Großmann 11’ | Marcatori | 90’ Bertrams |

| Arbitro: | Risse |

|  |           |             |
|  | Marcatori | 63’ Lehmann |

| Arbitro: | Theobald |

|                                                    |           |           |
| Sebert 22’ (rig.) Hein 37’, 58’ Knapp 74’ Linz 88’ | Marcatori | 9’ Thomas |

| Arbitro: | Wiesel |

|                               |           |            |
| Dickert 30’ Thomas 53’ (rig.) | Marcatori | 62’ Luksch |

| Arbitro: | Correll |

|                                          |           |            |
| Dannenberg 11’ (rig.), 60’ Dölitzsch 52’ | Marcatori | 53’ Thomas |

| Arbitro: | Heitmann |

|            |           |  |
| Kügler 17’ | Marcatori |  |

| Arbitro: | Messmer |

|             |           |                                          |
| Sarroca 69’ | Marcatori | 18’ Kügler 31’ (rig.) Thomas 79’ Rombach |

| Arbitro: | Pauly |

|                  |           |                      |
| Mödrath 41’, 90’ | Marcatori | 20’ (rig.) Brandmair |

| Arbitro: | Waltert |

|                                          |           |  |
| Balewski 37’ Berghaus 62’ Steinhauer 69’ | Marcatori |  |

| Arbitro: | Neuner |

|                     |           |                    |
| Thomas 20’ Olck 30’ | Marcatori | 66’ (rig.) Schwarz |

| Arbitro: | Werner |

|             |           |             |
| Rombach 51’ | Marcatori | 89’ Wormuth |

| Arbitro: | Schmidhuber |

|            |           |                      |
| Merkle 49’ | Marcatori | 14’ Elser 46’ Thomas |

| Aquisgrana 21 maggio 1983, ore 15:00 CEST 36ª giornata | Alemannia Aquisgrana | 0 – 0 referto | Fortuna Colonia | Stadio Tivoli (3 500 spett.)\| Arbitro: \| Fleischer \| |
| Arbitro:                                               | Fleischer            |               |                 |                                                         |

| Arbitro: | Michel |

|                                 |           |  |
| Eymold 21’ Hampl 48’ Traser 86’ | Marcatori |  |

| Arbitro: | Ahlenfelder |

|                    |           |                        |
| Dörmann 76’ (rig.) | Marcatori | 25’ Hayduk 40’ Surmann |

### Coppa di Germania
| Arbitro: | Reinstädtler |

|                                           |           |          |
| Hönnscheidt 8’, 114’ Lubanski 119’ (rig.) | Marcatori | 84’ Olck |

## Statistiche

### Statistiche di squadra
| Competizione      | Punti | In casa | In casa | In casa | In casa | In casa | In casa | In trasferta | In trasferta | In trasferta | In trasferta | In trasferta | In trasferta | Totale | Totale | Totale | Totale | Totale | Totale | DR |
| Competizione      | Punti | G       | V       | N       | P       | Gf      | Gs      | G            | V            | N            | P            | Gf           | Gs           | G      | V      | N      | P      | Gf     | Gs     | DR |
| ----------------- | ----- | ------- | ------- | ------- | ------- | ------- | ------- | ------------ | ------------ | ------------ | ------------ | ------------ | ------------ | ------ | ------ | ------ | ------ | ------ | ------ | -- |
| 2. Bundesliga     | 40    | 19      | 10      | 6       | 3       | 27      | 13      | 19           | 5            | 4            | 10           | 22           | 40           | 38     | 15     | 10     | 13     | 49     | 53     | -4 |
| Coppa di Germania | -     | 0       | 0       | 0       | 0       | 0       | 0       | 1            | 0            | 0            | 1            | 1            | 3            | 1      | 0      | 0      | 1      | 1      | 3      | -2 |
| Totale            | 40    | 19      | 10      | 6       | 3       | 27      | 13      | 20           | 5            | 4            | 11           | 23           | 43           | 39     | 15     | 10     | 14     | 50     | 56     | -6 |

### Andamento in campionato
| Giornata  | 1  | 2 | 3 | 4 | 5 | 6 | 7 | 8 | 9 | 10 | 11 | 12 | 13 | 14 | 15 | 16 | 17 | 18 | 19 | 20 | 21 | 22 | 23 | 24 | 25 | 26 | 27 | 28 | 29 | 30 | 31 | 32 | 33 | 34 | 35 | 36 | 37 | 38 |
| --------- | -- | - | - | - | - | - | - | - | - | -- | -- | -- | -- | -- | -- | -- | -- | -- | -- | -- | -- | -- | -- | -- | -- | -- | -- | -- | -- | -- | -- | -- | -- | -- | -- | -- | -- | -- |
| Luogo     | C  | T | C | T | C | T | C | T | C | T  | C  | T  | C  | T  | T  | C  | T  | C  | T  | T  | C  | T  | C  | T  | C  | T  | C  | T  | C  | T  | C  | T  | C  | C  | T  | C  | T  | C  |
| Risultato | N  | V | V | V | N | V | V | P | V | P  | V  | P  | V  | P  | P  | V  | N  | N  | N  | P  | P  | N  | N  | N  | P  | P  | V  | P  | V  | V  | V  | P  | V  | N  | V  | N  | P  | P  |
| Posizione | 10 | 4 | 4 | 3 | 4 | 3 | 2 | 4 | 3 | 4  | 4  | 4  | 4  | 6  | 7  | 7  | 7  | 7  | 6  | 7  | 8  | 8  | 9  | 9  | 11 | 11 | 9  | 11 | 9  | 9  | 9  | 9  | 9  | 9  | 8  | 8  | 9  | 9  |

Legenda:

Luogo: C = Casa; T = Trasferta. Risultato: V = Vittoria; N = Pareggio; P = Sconfitta.

### Statistiche dei giocatori
| Giocatore      | 2. Bundesliga | 2. Bundesliga | 2. Bundesliga | 2. Bundesliga | Coppa di Germania | Coppa di Germania | Coppa di Germania | Coppa di Germania | Totale   | Totale | Totale      | Totale     |
| Giocatore      | Presenze      | Reti          | Ammonizioni   | Espulsioni    | Presenze          | Reti              | Ammonizioni       | Espulsioni        | Presenze | Reti   | Ammonizioni | Espulsioni |
| -------------- | ------------- | ------------- | ------------- | ------------- | ----------------- | ----------------- | ----------------- | ----------------- | -------- | ------ | ----------- | ---------- |
| H. Balke       | 30            | 0             | 5             | 1             | 1                 | 0                 | 0                 | 0                 | 31       | 0      | 5           | 1          |
| W. Bertrams    | 17            | 1             | 1             | 0             | 1                 | 0                 | 0                 | 0                 | 18       | 1      | 1           | 0          |
| N. Buschlinger | 30            | 1             | 1             | 0             | 1                 | 0                 | 0                 | 0                 | 31       | 1      | 1           | 0          |
| P. Dickert     | 30            | 8             | 2             | 0             | 1                 | 0                 | 0                 | 0                 | 31       | 8      | 2           | 0          |
| W. Dramsch     | 0             | 0             | 0             | 0             | 0                 | 0                 | 0                 | 0                 | 0        | 0      | 0           | 0          |
| N. Dörmann     | 36            | 5             | 2             | 0             | 1                 | 0                 | 0                 | 0                 | 37       | 5      | 2           | 0          |
| F. Elser       | 28            | 3             | 3             | 0             | 1                 | 0                 | 0                 | 0                 | 29       | 3      | 3           | 0          |
| F. Frenken     | 35            | 0             | 5             | 0             | 1                 | 0                 | 1                 | 0                 | 36       | 0      | 6           | 0          |
| D. Grabotin    | 36            | 0             | 7             | 0             | 0                 | 0                 | 0                 | 0                 | 36       | 0      | 7           | 0          |
| R. Grünther    | 13            | 0             | 3             | 0             | 0                 | 0                 | 0                 | 0                 | 13       | 0      | 3           | 0          |
| M. Jansen      | 20            | 1             | 0             | 0             | 1                 | 0                 | 0                 | 0                 | 21       | 1      | 0           | 0          |
| J. Kau         | 2             | 0             | 1             | 0             | 0                 | 0                 | 0                 | 0                 | 2        | 0      | 1           | 0          |
| J. Koitka      | 36            | 0             | 4             | 0             | 1                 | 0                 | 0                 | 0                 | 37       | 0      | 4           | 0          |
| T. Krisp       | 2             | 0             | 0             | 0             | 0                 | 0                 | 0                 | 0                 | 2        | 0      | 0           | 0          |
| H. Kügler      | 9             | 2             | 1             | 1             | 0                 | 0                 | 0                 | 0                 | 9        | 2      | 1           | 1          |
| W. Malischke   | 3             | 0             | 0             | 0             | 0                 | 0                 | 0                 | 0                 | 3        | 0      | 0           | 0          |
| J. Montanes    | 31            | 0             | 2             | 0             | 1                 | 0                 | 0                 | 0                 | 32       | 0      | 2           | 0          |
| K. Mödrath     | 25            | 7             | 3             | 0             | 0                 | 0                 | 0                 | 0                 | 25       | 7      | 3           | 0          |
| H. Neumann     | 0             | 0             | 0             | 0             | 0                 | 0                 | 0                 | 0                 | 0        | 0      | 0           | 0          |
| J. Nobis       | 0             | 0             | 0             | 0             | 0                 | 0                 | 0                 | 0                 | 0        | 0      | 0           | 0          |
| B. Olck        | 18            | 1             | 0             | 0             | 1                 | 1                 | 0                 | 0                 | 19       | 2      | 0           | 0          |
| D. Poqué       | 3             | 0             | 0             | 0             | 0                 | 0                 | 0                 | 0                 | 3        | 0      | 0           | 0          |
| H. Rombach     | 34            | 7             | 5             | 0             | 1                 | 0                 | 0                 | 0                 | 35       | 7      | 5           | 0          |
| H. Schütt      | 0             | 0             | 0             | 0             | 0                 | 0                 | 0                 | 0                 | 0        | 0      | 0           | 0          |
| W. Thomas      | 32            | 12            | 4             | 0             | 1                 | 0                 | 0                 | 0                 | 33       | 12     | 4           | 0          |
| A. Wolf        | 17            | 1             | 2             | 0             | 0                 | 0                 | 0                 | 0                 | 17       | 1      | 2           | 0          |